# فالهالا

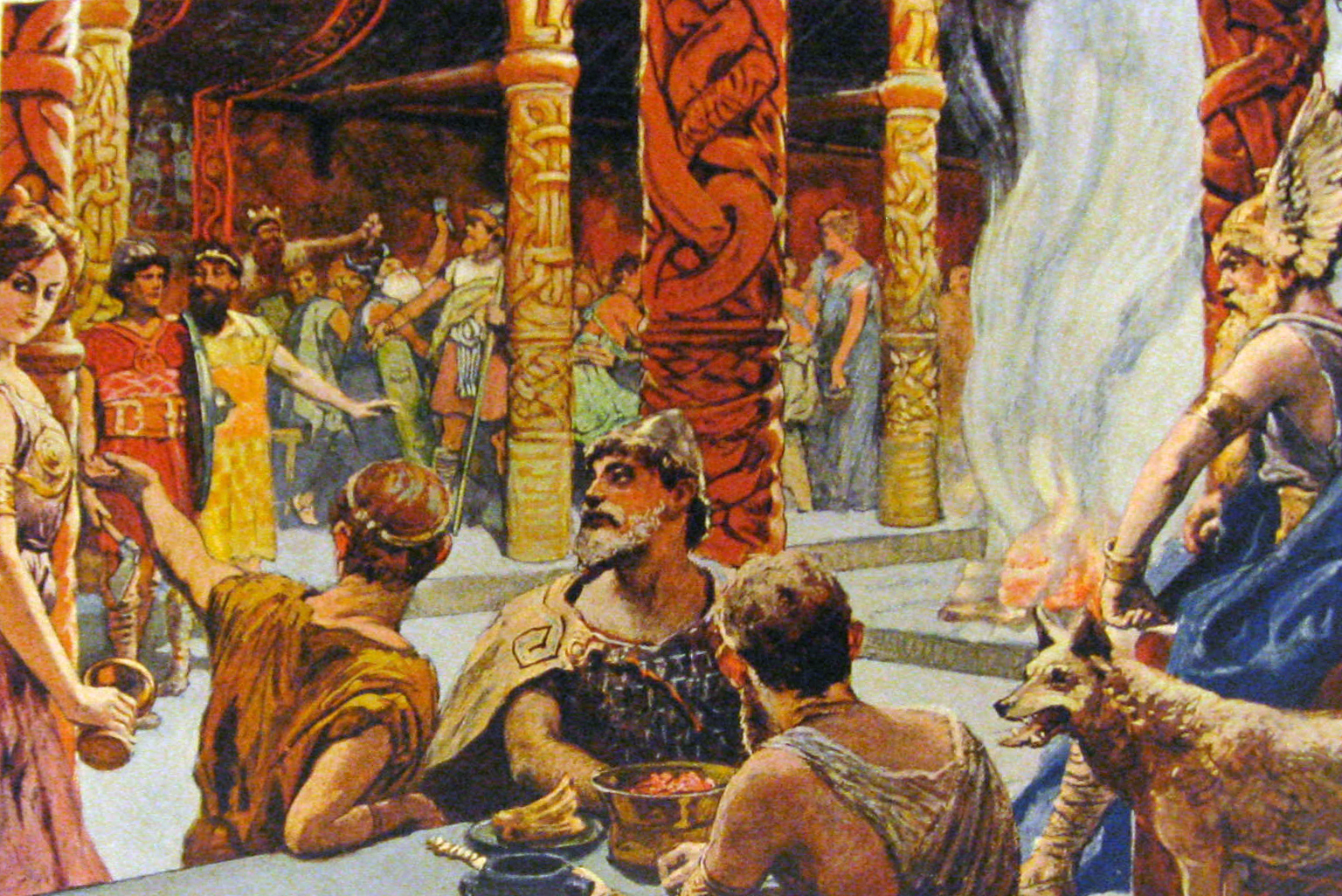
فالهالا بريشة إميل دوبلر

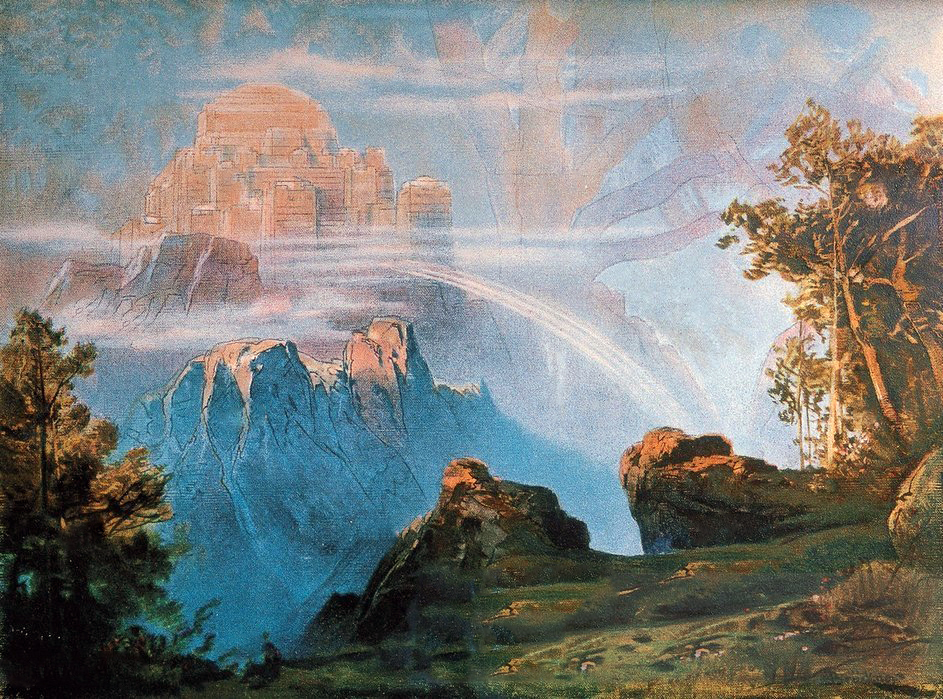
فالهالا بريشة ماكس بروكنر (1896)

في الأساطير الإسكندنافية، فالهالا (من لغة نوردية قديمة; Valhöll القديمة "قاعة الشهداء") هي قاعة ضخمة مهيبة تقع في أسكارد، الموجودة في العالم الآخر التي يذهب إليها من مات في المعارك ويعيشون فيها بسعادة بضيافة أودين. فالهالا في الميثولوجية النوردية تعادل الجنة في الديانات الإبراهيمية. 

## وصف فالهالا
هي مصورة كقصر كبير مهيب سقفه من الدروع ويأكلون من وليمة من لحم خنزير بري يذبح كل يوم لهم. هؤلاء المقاتلون الأبطال كانوا يقاتلون العمالقة كل يوم، ويُقتلون ثم يعودون للحياة من جديد ويحتفلون كل مساء.
يعيش الأبطال بهذه الطريقة حتى مجيء راكناروك حيث يخرجون من أبواب القصر التي يبلغ عددها 560 ويحاربون بجانب أودين ضد العمالقة حيث كان أودين يحتاجهم ليقفوا جانبه في المعركة، والقصائد النوردية الأولى تتكلم كثيرا عن فالهالا وعظمتها ولكنه من غير المرجح أن الاعتقاد بها كان سائدا بين العامة.

## معرض صور

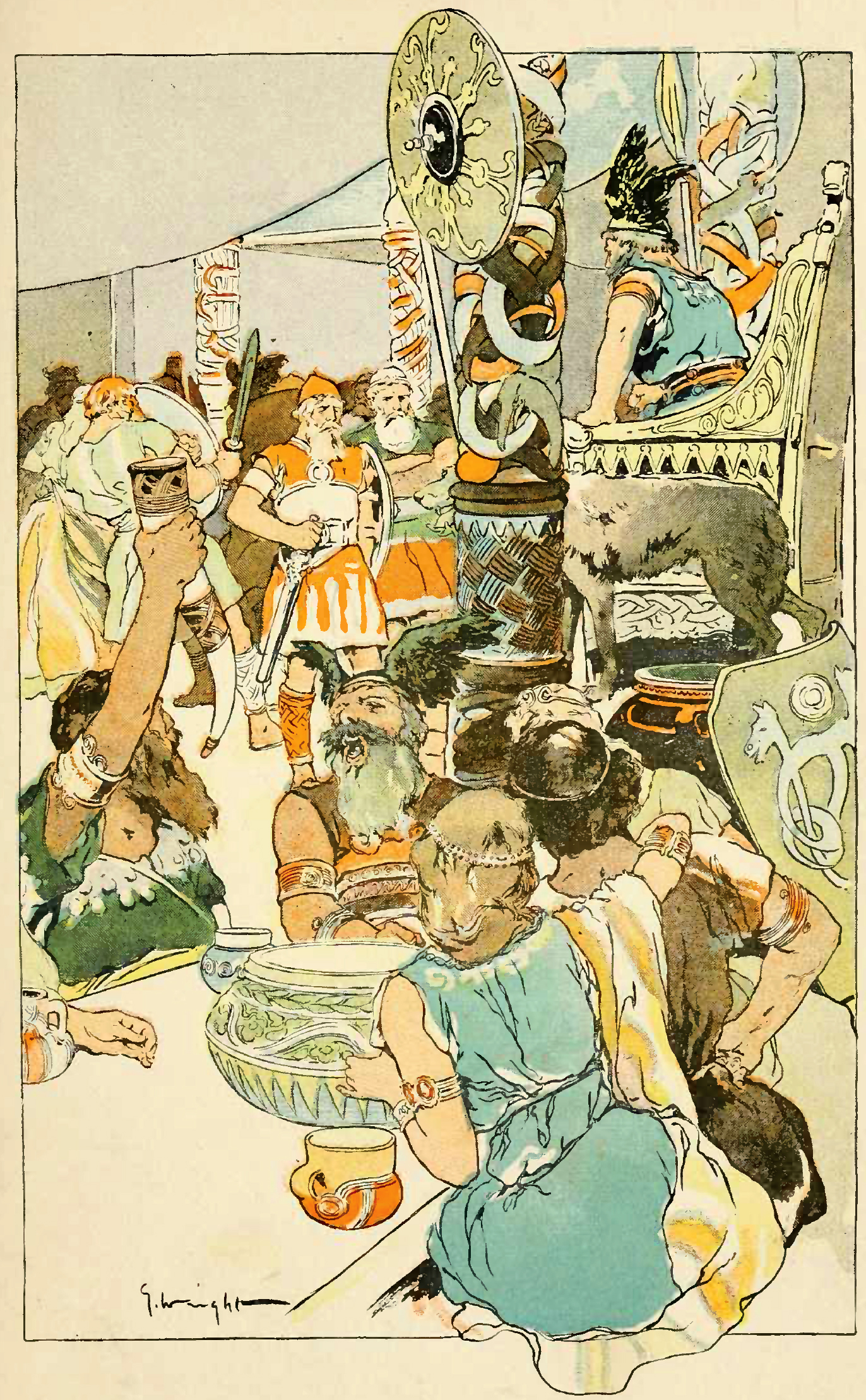
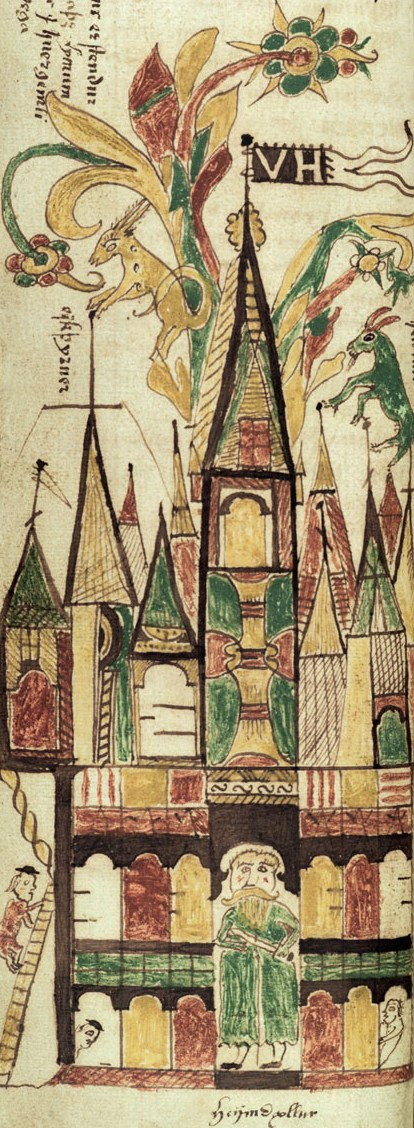
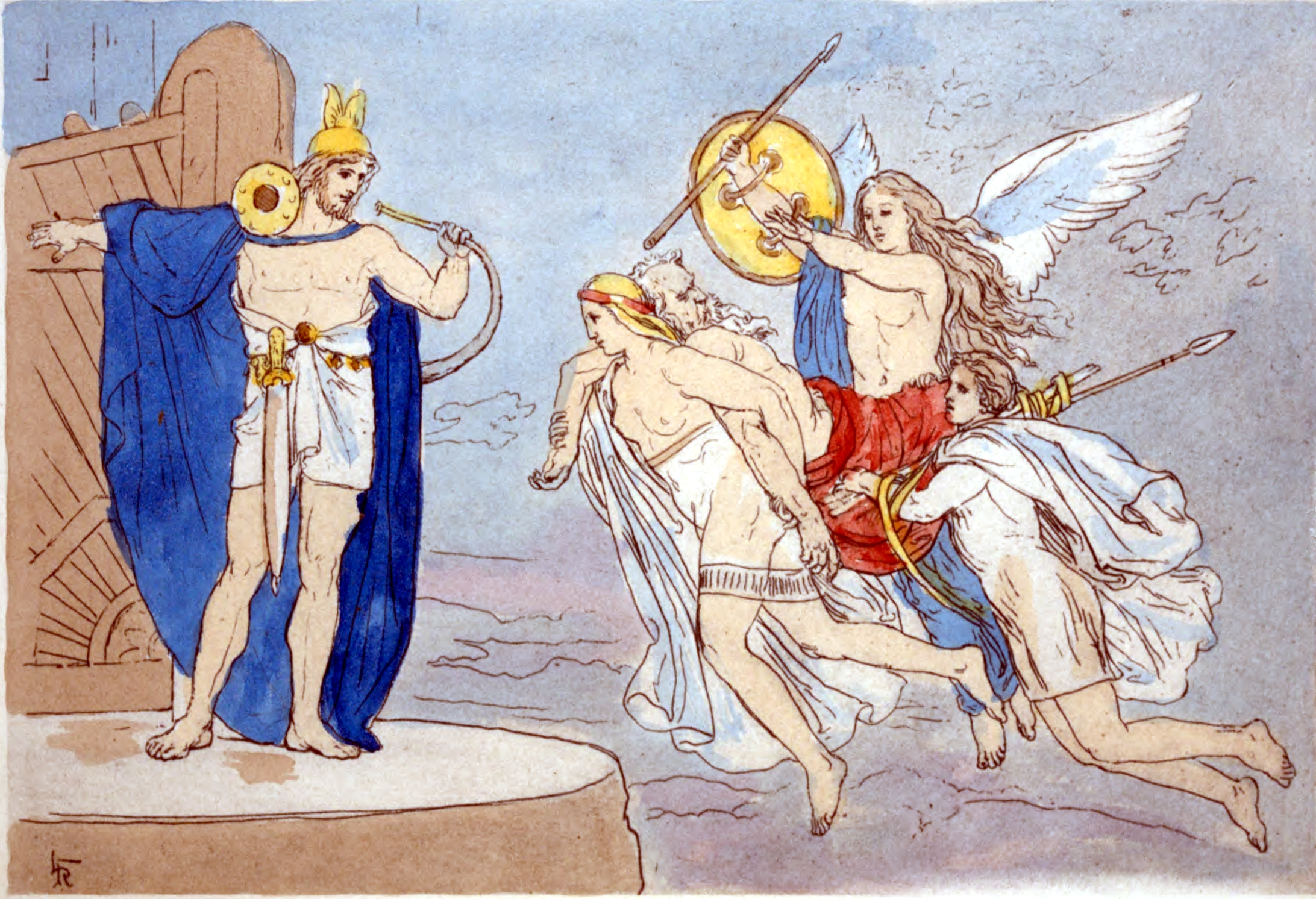